# Ángel Piqueras
Ángel Piqueras García, né le 1 Décembre 2006 à Requena, est un pilote de vitesse moto espagnol. Champion de JuniorGP World Championship avec le Team Estrella Galicia 0,0 et Red Bull Rookies Cup 2023, il participe à partir de 2024 au Championnat du monde Moto3 avec Leopard Racing.

## Biographie

### Junior
En 2021, Angel Piqueras débute en European Talent Cup avec le Team Estrella Galicia 0,0 où il termine 7e avec 86 points. L'année suivante en 2022, il fait ses débuts en CEV Moto3, nouvellement JuniorGP avec la même équipe. Il signe 3 podiums et 3 meilleurs tours en course et fini 5e avec 105 points, il termine par aileurs 4e en Red Bull MotoGP Rookies Cup avec 2 victoires et 184 points. En 2023, toujours avec le team Estrella Galicia 0,0, il remporte cette fois çi le championnat avec 4 victoires, 5 poles et 220 points. En parallèle, il remporte également la Red Bull Rookies Cup avec 9 victoires, 6 pôles et une seule course en dehors du top 3, avec 318 points : un record dans la compétition.

### Moto3
Grâce à ses performances en 2023, il est recruté par le team Leopard Racing en Moto3 pour 2024, le tout aux côtés d'Adrian Fernandez.

## Résultats en course

### Par saison
| Saison                     | Catégorie                  | Equipe                     | GP | Victoire | Podium | Pole | M.Tour | Pts | Position |
| -------------------------- | -------------------------- | -------------------------- | -- | -------- | ------ | ---- | ------ | --- | -------- |
| 2021                       | European Talent Cup        | Estrella Galicia 0,0       | 11 | 0        | 2      | 3    | 0      | 86  | 7e       |
| 2022                       | JuniorGP                   | Estrella Galicia 0,0       | 12 | 0        | 3      | 0    | 3      | 105 | 5e       |
| 2022                       | Red Bull Rookies Cup       |                            | 14 | 2        | 7      | 6    | 3      | 184 | 4e       |
| 2023                       | JuniorGP                   | Estrella Galicia 0,0       | 12 | 4        | 9      | 5    | 1      | 220 | 1er      |
| 2023                       | Red Bull Rookies Cup       |                            | 14 | 9        | 13     | 6    | 0      | 318 | 1er      |
| Total Junior               | Total Junior               | Total Junior               | 63 | 15       | 34     | 20   | 7      | 913 |          |
| 2024                       | Moto3                      | Leopard Racing             | 2  | 0        | 0      | 0    | 0      | 4*  | 15e      |
| Total Championnat du Monde | Total Championnat du Monde | Total Championnat du Monde | 2  | 0        | 0      | 0    | 0      | 4   |          |

- * Saison en cours

## Résultats détaillés
| Sais | Cat   | Moto  | 1      | 2       | 3     | 4      | 5      | 6      | 7      | 8     | 9     | 10      | 11    | 12      | 13    | 14    | 15    | 16      | 17     | 18      | 19      | 20    | 21  | 22  | Clas | Pts |
| ---- | ----- | ----- | ------ | ------- | ----- | ------ | ------ | ------ | ------ | ----- | ----- | ------- | ----- | ------- | ----- | ----- | ----- | ------- | ------ | ------- | ------- | ----- | --- | --- | ---- | --- |
| 2024 | Moto3 | Honda | QAT 12 | POR Ab. | AME 3 | ESP 10 | FRA 10 | CAT 12 | ITA 11 | NED 8 | ALL 5 | GBR Ab. | AUT 4 | ARA Ab. | RSM 1 | EMI 2 | INA 4 | JPN Ab. | AUS 10 | THA Ab. | MAL Ab. | SOL 3 |     |     | 8e   | 153 |
| 2025 | Moto3 | KTM   | THA 12 | ARG 1   | AME 4 | QAT 1  | ESP    | FRA    | GBR    | ARA   | ITA   | NED     | ALL   | TCH     | AUT   | HON   | CAT   | RSM     | JPN    | IND     | AUS     | MAL   | POR | VAL | 1er* | 67* |

*Saison en cours